# ATP Challenger Cagliari
Der ATP Challenger Cagliari (offiziell: Sardegna Open) war ein Tennisturnier, das zwischen 2000 und 2004 sowie 2023 und 2024 in Cagliari, Italien, stattfand. Es gehörte zur ATP Challenger Tour und wurde im Freien auf Sand gespielt. Álex López Morón gewann mit zwei Titeln im Doppel als einziger mehrere Titel. 

## Liste der Sieger

### Einzel
| Jahr                         | Sieger            | Finalgegner       | Ergebnis          |
| ---------------------------- | ----------------- | ----------------- | ----------------- |
| 2024                         | Mariano Navone    | Lorenzo Musetti   | 7:5, 6:1          |
| 2023                         | Ugo Humbert       | Laslo Đere        | 4:6, 7:5, 6:4     |
| 2005–2022: nicht ausgetragen |                   |                   |                   |
| 2004                         | Didac Pérez       | Marc López        | 6:4, 6:1          |
| 2003                         | Filippo Volandri  | Rafael Nadal      | 2:6, 6:2, 6:1     |
| 2002                         | nicht ausgetragen | nicht ausgetragen | nicht ausgetragen |
| 2001                         | Fernando Vicente  | David Sánchez     | 4:6, 6:2, 6:4     |
| 2000                         | Andrea Gaudenzi   | Martín Rodríguez  | 2:6, 7:5, 6:2     |

### Doppel
| Jahr                         | Sieger                                     | Finalgegner                         | Ergebnis          |
| ---------------------------- | ------------------------------------------ | ----------------------------------- | ----------------- |
| 2024                         | N. Sriram Balaji Andre Begemann            | Boris Arias Federico Zeballos       | 6:4, 6:73, [10:6] |
| 2023                         | Alexander Erler Lucas Miedler              | Máximo González Andrés Molteni      | 7:66, 6:3         |
| 2005–2022: nicht ausgetragen |                                            |                                     |                   |
| 2004                         | Tomas Behrend Giorgio Galimberti           | Werner Eschauer Daniel Köllerer     | 6:2, 6:1          |
| 2003                         | Álex López Morón (2) Andrés Schneiter      | Juan Ignacio Carrasco Albert Portas | 5:7, 6:4, 7:5     |
| 2002                         | nicht ausgetragen                          | nicht ausgetragen                   | nicht ausgetragen |
| 2001                         | Juan Ignacio Carrasco Álex López Morón (1) | Marc López Fernando Vicente         | 6:2, 4:6, 6:4     |
| 2000                         | Tomáš Cibulec Leoš Friedl                  | Andrea Gaudenzi Diego Nargiso       | 6:1, 3:6, 7:5     |